# Biologie de la reproduction
Pour les articles homonymes, voir BDR.
La biologie de la reproduction (BDR) est une branche de la biologie médicale ayant pour objet l'analyse de liquides séminaux dans le but de diagnostiquer les pathologies de la reproduction, ou plus exactement de la procréation, mais aussi la mise en place de techniques de biologie interventionnelle au cours de l'assistance médicale à la procréation.

## Techniques utilisées en biologie de la reproduction
- Spermiologie : spermogramme / spermocytogramme,
- l'insémination artificielle ou insémination intra-utérine (IIU),
- le transfert d'embryons congelés (TEC),
- la fécondation in vitro (FIV),
- la maturation in vitro (MIV),
- l'injection intracytoplasmique de spermatozoïde (ICSI),
- l'injection intracytoplasmique de spermatozoïdes morphologiquement sélectionnés (IMSI)[1]

## Législation
En France, les laboratoires de biologie médicale qui souhaitent pratiquer l'assistance médicale à la procréation (AMP) doivent avoir reçu un agrément.